# Pistiros
Pistiros byl důležitým obchodním centrem starověké Thrákie. Jednalo se původně o řeckou obchodní osadu, emporion, která se nacházela u řeky Hebros (dnes Marica), poblíž dnešní bulharské vesnice Vetren.
Město bylo založeno v druhé polovině 5. století př. n. l. obchodníky z ostrova Thassos. V této době bylo vybudováno opevnění, první dlážděné ulice a kanalizační systém. Za období největšího rozvoje města lze považovat 4. století př. n. l., zvláště pak dobu vlády odryského krále Kotyda I. (383/382 př. n. l. – 359 př. n. l.), z níž byl poblíž vesnice Vetren nalezen nápis popisující tehdejší zákony týkající se obchodu. Tento nápis je důležitým zdrojem poznatků o tehdejší ekonomice a společnosti. Také se z něj víme název města. Počátkem 3. století př. n. l. bylo dobyto keltskými nájezdníky.
Oblast je velmi vhodná pro pěstování vinné révy. Proto také bylo víno hlavním výrobkem, se kterým se ve městě obchodovalo, a který byl určen na export. V pozdním období se město specializovalo na produkci kovových výrobků.
V blízkosti se nacházejí dvě thrácké pohřební mohyly, římská přepřahovací stanice (mansio) a více než 200 dalších archeologických nalezišť z různých epoch vývoje oblasti.
V současné době zde probíhají výzkumy bulharských, českých a britských archeologů. Mezi nálezy zde převažuje luxusní attická a místní keramika, amfory z ostrova Thassos, thrácké mince a mince helénistických vladařů.